# Dark New Day
Dark New Day este formație de hard rock din America reformată la sfîrșitul lui 2004.

## Discografie
Albume de studio
- Twelve Year Silence (14 iunie 2005)
- New Tradition (28 februarie 2012)
- Hail Mary (19 februarie 2013)

EP-uri
- Black Porch (Acoustic Sessions) (5 septembrie 2006)

## Single-uri
| An   | Titlu                 | Poziții de top | Album               |
| An   | Titlu                 | US Main. Rock  | Album               |
| ---- | --------------------- | -------------- | ------------------- |
| 2005 | "Brother"             | 7              | Twelve Year Silence |
| 2005 | "Pieces"              | 28             | Twelve Year Silence |
| 2006 | "Follow the Sun Down" | —              | Black Porch (EP)    |
| 2011 | "New Tradition"       | —              | New Tradition       |
| 2013 | "Goodbye"             | —              | Hail Mary           |